# خسرو سیف
خسرو سیف (زادهٔ ۱ اردیبهشت ۱۳۱۳ – درگذشته ۲۲ تیر ۱۴۰۰) سیاستمدار ایرانی بود. وی از مخالفان حکومت پهلوی و جمهوری اسلامی، از اولین اعضای حزب ملت ایران و دبیرکل این حزب پس از قتل داریوش فروهر در سال ۱۳۷۷ بود. خسرو سیف از سال ۱۳۳۰ وارد حزب ملت ایران به رهبری داریوش فروهر شد و بیشتر بخاطر همکاری سیاسی درازمدتش با فروهر شناخته می‌شود. وی چندین مرتبه زندانی شد که یکبار آن پس از وقایع تیرماه ۱۳۷۸ بود.
وی تا زمان مرگ، سمت دبیرکلی حزب ملت ایران را برعهده داشت.

## درگذشت
در تاریخ ۲۲ تیر ۱۴۰۰، خسرو سیف در اثر ابتلا به کووید ۱۹ درگذشت.